# Сиријски хрчак
Сиријски хрчак (лат. Mesocricetus auratus) је врста глодара из породице хрчкови (Cricetidae). Њихов природни географски опсег је у сушном региону сјеверне Сирије и јужне Турске. Њихов број опада у дивљини због губитка станишта из пољопривреде и намјерне елиминације од стране људи. Дакле, дивљи златни хрчци се сада сматрају угроженим од стране Међународне уније за заштиту природе. Међутим, програми узгоја у заточеништву су добро успостављени, а златни хрчци узгајани у заточеништву често се држе као мали кућни љубимци. Они се такође користе као научно-истраживачке животиње.
Сиријски хрчци су већи од многих патуљастих хрчака који се држе као џепни кућни љубимци (до пет пута већи), иако дивљи европски хрчак премашује сиријске хрчке по величини. 

## Карактеристике
Одрасли златни хрчци могу достићи око 18 cm (7,1 in) дужине. Женке су обично веће од мужјака, са тјелесном масом од око 100-150 грама и животним вијеком од 1,5-2 године. Сиријски хрчци од приватних узгајивача могу бити у распону од 175–225 грама.
Као и већина чланова подфамилије, златни хрчак има прошириве врећице за образе, које се протежу од образа до рамена. У дивљини, хрчци су сакупљачи оставе; они користе своје врећице за образе за транспорт хране у своје јазбине. Њихово име у локалном арапском дијалекту гдје су пронађени грубо се преводи као "господин торбе" (арапски језик: أبو جراب) због количине простора за складиштење у њиховим образним торбама.
Сексуално зрели женски хрчци долазе у топлоту (еструс) свака четири дана. Сиријски хрчци и друге врсте из рода Mesocricetus имају најкраћи период гастације у било ком познатом плацентном сисару око 16 дана. Гастација је познато да траје до 21 дана, али то је ријетко и скоро увијек доводи до компликација. Они могу произвести велика легла од 20 или више младих, иако је просјечна величина легла између осам и десет младунаца. Ако је мајка хрчак неискусна или се осећа угрожено, она може напустити или појести своје младунце. Женски хрчак улази у еструс готово одмах након порода и може затрудњети упркос томе што већ има легло. Овај чин ставља стрес на мајчино тијело и често резултира веома слабим и потхрањеним младима.

## Откриће
Златни хрчци потичу из Сирије, а научници су их први пут описали у другом издању Природне историје Алепа (енгл. The Natural History of Aleppo), књиге из 1797. године, коју су написала и уредила два шкотска љекара који су живјели у Сирији. Сиријски хрчак је тада препознат као посебна врста 1839. године од стране британског зоолога Џорџа Роберта Вотерхауса, који га је назвао Cricetus auratus или "златни хрчак". Кожа холотипског узорка чува се у Природњачком музеју у Лондону.
Године 1930, Израел Ахарони, зоолог и професор на Хебрејском универзитету у Јерусалиму, заробио је мајку хрчка и њено легло младунаца у Алепу у Сирији. Хрчци су узгајани у Јерусалиму као лабораторијске животиње.
Потомци заробљених хрчака отпремљени су у Британију 1931. године, гдје су дошли под бригу Прихватни бироа за научна истраживања. Ови узгајани и још два пара су дати Зоолошком друштву у Лондону 1932. године. Потомци ових су прослеђени приватним узгајивачима 1937. године.
Године 1946. Алберт Марш је започео први комерцијални посао узгоја хрчака, Gulf Hamstery, како би промовисао сиријског хрчка као кућне љубимце и лабораторијске животиње.
Одвојена залиха хрчака извезена је из Сирије у Сједињене Америчке Државе 1971. године, али студије митохондријске ДНК су утврдиле да су сви домаћи златни хрчци потомци једне женке – вјероватно оне заробљене 1930. године у Сирији.
Пошто је врста именована, род Cricetus је издјељен и ова врста (заједно са неколико других) је раздвојена у род Mesocricetus, што је довело до тренутно прихваћеног научног имена за златног хрчка Mesocricetus auratus.

## Понашање
Усамљена врста, сиријски хрчци су веома територијални и нетолерантни једни према другима; напади једни против других су уобичајена појава. Изузеци се дешавају, обично када се женка и мушкарац сретну када је женка у тјерању, али чак и тада женка може напасти мужјака након парења. У заточеништву, бебе се одвајају од мајке и по полу након четири недеље, јер сексуално сазријевају у доби од четири до пет недјеља. Истополне групе браће и сестара могу остати једни с другима док не напуне око осам недјеља, а тада ће постати територијални и борити се једни с другима, понекад до смрти. Чедоморство није неуобичајено међу женкама златних хрчака. У заточеништву могу убити и јести здраве младе као резултат интеракције младунаца са људима, јер се сваки страни мирис третира као пријетња. Женке такође једу своје мртве младе у дивљини.
Сиријски хрчци обиљежавају своје јазбине са секретима из посебних мирисних жлијезда на куковима који се називају бочне жлијезде. Мужјаци сиријског хрчка посебно лижу своја тијела у близини жлијезда, стварајући влажне мрље на крзну, а затим повлаче своје стране дуж предмета како би означили своју територију. Женке такође користе тјелесне излучевине и измет.

## Распрострањење
Врста има станиште у Сирији и Турској.

## Станиште
Сиријски хрчак има станиште на копну.
Након колекције професора Ахаронија 1930. године, у дивљини су пријављена само ријетка виђења и заробљавања. Коначно, да би се потврдило тренутно постојање дивљег сиријског хрчка у сјеверној Сирији и јужној Турској, двије експедиције су спроведене у септембру 1997. и марту 1999. године. Истраживачи су пронашли и мапирали 30 јазбина. Ниједна од насељених јазбина није садржавала више од једне одрасле особе. Тим је ухватио шест женки и седам мужјака. Једна женка је била трудна и родила шест младунаца. Свих ових 19 ухваћених сиријских хрчака, заједно са три дивље јединке са Универзитета у Алепу, отпремљени су у Њемачку како би формирали нови узгојни фонд.
Запажања женки у овој дивљој популацији открила су, супротно лабораторијским популацијама, да су обрасци активности крепускуларни, а не ноћни, вјероватно да би се избјегли ноћни предатори као што су сове.

## Коришћење за научна истраживања
Сиријски хрчци се користе за моделирање људских здравствених стања, укључујући различите врсте рака, метаболичке болести, не-канцерогене респираторне болести, кардиоваскуларне болести, заразне болести и опште здравствене проблеме. У 2006. и 2007. години, сиријски хрчци чинили су 19% укупних субјеката тестираних животиња обухваћених Законом о добробити животиња у Сједињеним Америчким Државама.

## Као кућни љубинци
Сиријски хрчци су популарни као кућни љубимци због своје послушне, радознале природе, љупкости и мале величине. Међутим, ове животиње имају неке посебне захтјеве који морају бити испуњени да би били здрави. Иако неки људи мисле о њима као о кућним љубимцима за малу дјецу, Америчко друштво за спречавање окрутности према животињама препоручује хрчке као кућне љубимце само за особе старије од 6 година, а дијете треба да буде под надзором одрасле особе. Кавези треба да буду одговарајуће величине, сигурни, удобни и занимљиви. Ако хрчак стално жваче или се пење на шипке свог кавеза, онда му је потребна већа стимулација или већи ограђени простор. Препоручена величина за кавез за хрчке је 1 квадратни метар (1.600 квадратних инча), континуиране површине или веће. Они се могу направити резањем и повезивањем великих пластичних канти за складиштење или коришћењем великог стакленог акваријума. Дрвена кућишта одговарајуће величине могу се направити или купити на интернету. Већина кавеза за хрчке који се продају у продавницама кућних љубимаца не испуњавају ове захтјеве. Hamster Society Singapore (HHS) препоручује најмање 4.000 квадратних центиметара (620 квадратних инча) за сиријске хрчке, док Tierärztliche Vereinigung für Tierschutz (TVT) препоручује да им дате што више простора и најмање 100 cm × 50 cm × 50 cm (L × W × H) а то је 5.000 cm2 (780 sq in).
Точак за хрчке је уобичајена врста обогаћивања животне средине и важно је да хрчци имају точак у кавезу. Tierärztliche Vereinigung für Tierschutz (TVT) препоручује да точкови буду најмање 30 цм за сиријске хрчке, јер мањи пречник доводи до трајних закривљености кичме, посебно код младих животиња. Они такође препоручују чврсту површину за трчање, јер пречке или мреже могу изазвати повреде или отоке на стопалима. Хрчак би требало да буде у стању да ради на свом точку без савијања леђа. Хрчак који мора да ради са заобљеним леђима може имати болове у леђима и проблеме са кичмом. Разне играчке и картонске цеви и кутије могу помоћи да се обезбеди обогаћивање, јер су енергични и потребан им је простор за вјежбање.
Већина хрчака у америчким и британским продавницама кућних љубимаца су сиријски хрчци. Првобитно, сиријски хрчци су се појавили у само једној боји – природном дивљем агутију – али су од тада развили различите мутације боја и узорака, укључујући крем, бијелу, плаву, цимет, корњачевину, црну, три различите нијансе сиве, доминантну тачку, тракасту и разблажену. Селективни узгој је такође произвео различите типове длаке као што су дугодлаки, сатен и рекс.

## Узгој
Пракса селективног узгоја златних хрчака захтјева разумјевање њихове бриге, знање о варијацијама пасмине, план за селективни узгој, заказивање циклуса женског тијела и способност управљања колонијом хрчака.

### Варијације сиријског хрчка
Често се дугокоси сиријски хрчци називају надимком "плишани медвјед". Они су идентични краткодлаким сиријским хрчцима, осим по дужини косе и могу се наћи у било којој боји, узорку или другом типу длаке који је доступан у врсти. Мушки дугодлаки сиријски хрчци обично имају дуже крзно од женки, што је кулминирало "сукњом" дужег крзна око задњице. Дугокосе женке сиријског хрчкаимају много краћу длаку, иако је и даље знатно дужа од краткодлаке женке исте врсте.

## Угроженост
Ова врста се сматра рањивом у погледу угрожености врсте од изумирања.

### Популациони тренд
Популација ове врсте се смањује, судећи по расположивим подацима.